# فرودگاه پونتزی مانتن
فرودگاه پونتزی مانتن (به انگلیسی: Puntzi Mountain Airport) یک فرودگاه همگانی با کد یاتا YPU است که یک باند فرود آسفالت دارد و طول باند آن ۱۸۳۲ متر است. این فرودگاه در کشور کانادا قرار دارد و در ارتفاع ۹۱۰ متری از سطح دریا واقع شده است.